# Cantons del Jura
|  | Aquest article tracta sobre el Jura francès. Vegeu-ne altres significats a «Cantó del Jura». |

Els Cantons del Jura (Franc Comtat) són 34 i s'agrupen en tres districtes:
- Districte de Dole (10 cantons - sotsprefectura: Dole) :
cantó de Chaussin - cantó de Chemin - cantó de Dampierre - cantó de Dole-Nord-Est - cantó de Dole-Sud-Oest - cantó de Gendrey - cantó de Montbarrey - cantó de Montmirey-le-Château - cantó de Rochefort-sur-Nenon - cantó de Villers-Farlay

- Districte de Lons-le-Saunier (19 cantons - prefectura: Lons-le-Saunier) :
cantó d'Arbois - cantó d'Arinthod - cantó de Beaufort (Jura) - cantó de Bletterans - cantó de Champagnole - cantó de Chaumergy - cantó de Clairvaux-les-Lacs - cantó de Conliège - cantó de Lons-le-Saunier-Nord - cantó de Lons-le-Saunier-Sud - cantó de Nozeroy - cantó d'Orgelet - cantó de Les Planches-en-Montagne - cantó de Poligny - cantó de Saint-Amour - cantó de Saint-Julien - cantó de Salins-les-Bains - cantó de Sellières - cantó de Voiteur

- Districte de Saint-Claude (5 cantons - sotsprefectura: Saint-Claude) :
cantó de Les Bouchoux - cantó de Moirans-en-Montagne - cantó de Morez - cantó de Saint-Claude (Jura) - cantó de Saint-Laurent-en-Grandvaux